# モリ (称号)
モリ（守）は3世紀から6世紀ごろの古代日本の地域的あるいは海運的首長につけられた語尾名称のひとつで、後に原始的カバネとしても使われた。

## ヒナモリ
魏志倭人伝に伝えられたヒナモリ（卑奴母離）は「鄙守」を意味し、辺境の守備的な軍事長官名と考えられる。

## タジマモリ
垂仁天皇の代にタジマモリ（多遅摩毛理、田道間守）が海外使節の役職を担った人物として記録されている。記紀によればタジマモリはサキツミミ（前津耳、前津見）の子孫で神功皇后に連なる葛城之高額比売の祖とされている。タジマモリの祖先や子孫に関係すると思われる但馬国の神社を本居宣長は次のように上げている。「前津見（サキツミ）」に「佐伎都比古阿流知命（サキツヒコ）神社（但馬国養父郡）」、「多遅摩母呂須玖（モロスク）」に「諸杉（モロスギ）神社（但馬国出石郡）」、「多遅摩斐泥（ヒネ）」に「日出（ヒデ）神社（但馬国出石郡）」あるいは「比遅（ヒジ）神社（但馬国出石郡）」、多遅摩毛理（モリ）に「杜内（モリウチ）神社（但馬国養父郡）」、酢鹿之諸男（スガノモロオ）に「須加（スガ）神社（但馬国二方郡）」などである。

## ククマモリ
『古事記』は倭建命の妃に山城の「ククマモリ（玖玖麻毛理）」のヒメを記している。本居宣長は「ククマモリ」を山城国久世郡栗隈（くりくま）郷に同定している。

## モリとモロ
モリ（守）はモロ（諸）にしばしば転化する。コリ（凝）がコロに転化するのと同様の現象である。この視点から地名、人名、神社名などを見直すと、新たな古語を見出すことが出来る。ヒナモリの地名や神社が残されている日向国の「モロアガタ（諸県）」郡は「モリアガタ」郡となる。多遅摩母呂須玖（モロスク）は元来、多遅摩守須玖（モリスク）と、酢鹿之諸男（スガノモロオ）は酢鹿之守男（スガノモリオ）となり、タジマモリの系譜に「モリ」が受け継がれている事がわかる。また、御諸神社（山城国紀伊郡）は御守神社、玉諸神社（甲斐国山梨郡）は玉守神社、高諸神社（備後国沼隈郡）は高守神社と元来読まれたと考えられる。

## カニモリ
カニモリ（蟹守、掃守、掃部）は、のちにカンモリに転化し、さらにカモリと転化した。和泉国和泉郡掃守郷は「カニモリ」と訓読みされているが、その比定地は加守（カモリ）町であり、河内国高安郡掃守郷は「カモリ」と呼ばれている。出雲国出雲郡の加毛利（カモリ）神社は神守（カモリ）村に存在している。新撰姓氏録は掃守連のカバネが雄略天皇代に与えられたと伝える。